# Рузвелт (окръг, Монтана)
Вижте пояснителната страница за други значения на Рузвелт.
Окръг Рузвелт (на английски: Roosevelt County) е окръг в щата Монтана, Съединени американски щати. Площта му е 6138 km², а населението - 11 098 души (2017). Административен център е град Улф Пойнт.